# Technisches Rathaus Hamm
Das Technische Rathaus der Stadt Hamm an der Gustav-Heinemann-Straße ist seit 2004 im 1997 von der Deutschen Post geschlossenen ehemaligen Paketumschlagszentrum (PAKUM) untergebracht. Es zentriert die technischen Bereiche der Stadtverwaltung Hamm in einem einzigen Gebäude. Diese lagen zuvor über dreizehn Standorte im Arbeiterbereich verstreut, hinzu kamen fünf weitere Verwaltungsbereiche und die ehemals zwölf Außenlager der Stadt, was insgesamt dreißig Standorten entspricht. Neben den verschiedenen Ämtern und Institutionen sind auch das Stadtarchiv und die Magazinräume des Städtischen Gustav-Lübcke-Museums Hamm im neuen Rathaus untergebracht. Insgesamt sind im Technischen Rathaus mehr als 700 Mitarbeiter beschäftigt.

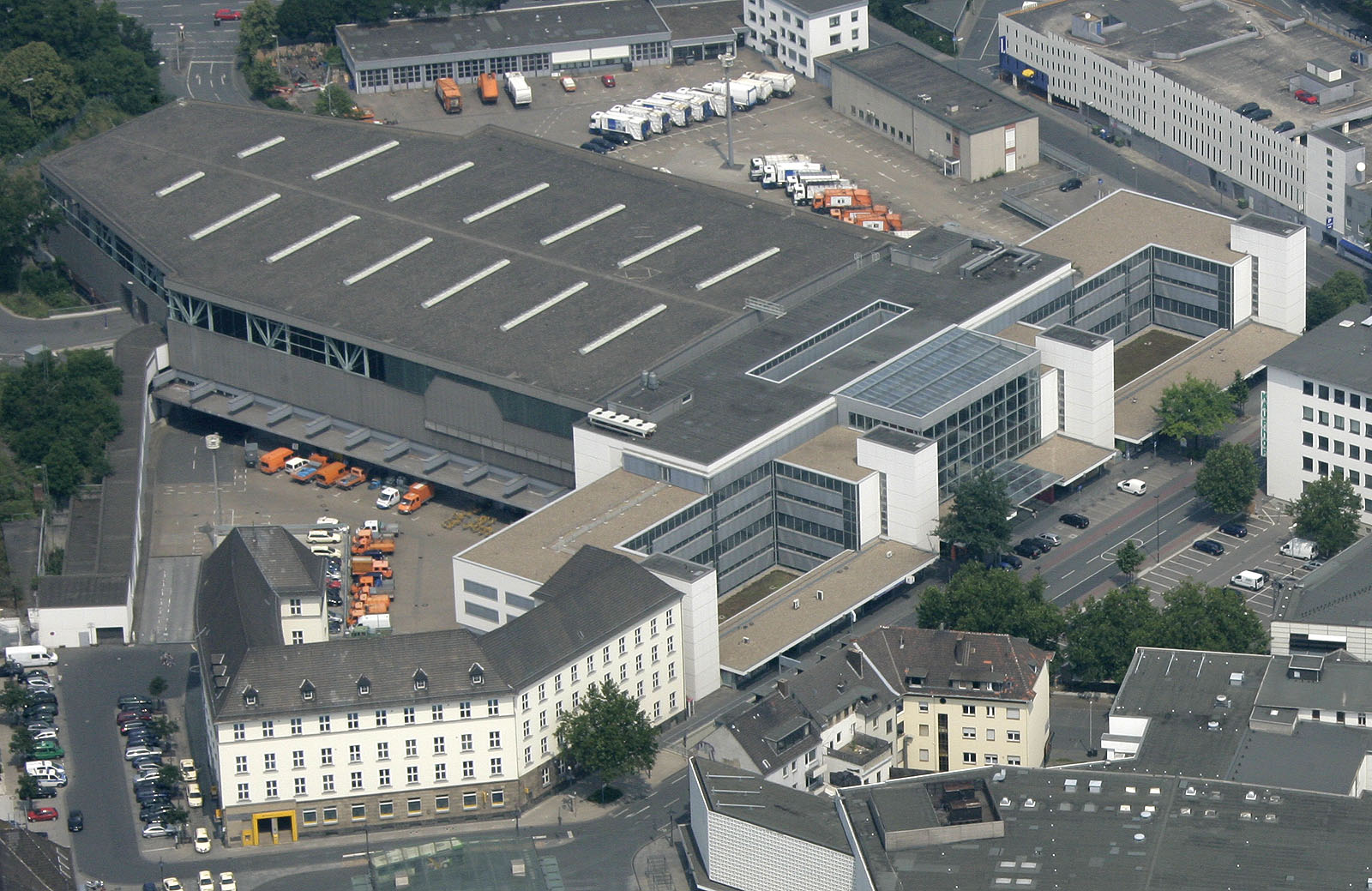
Luftbild des Technischen Rathauses (ehemaliger Paketumschlag – PAKUM – der Deutschen Post) und der Hauptpost/Postbank Hamm (Altbau vorne links).

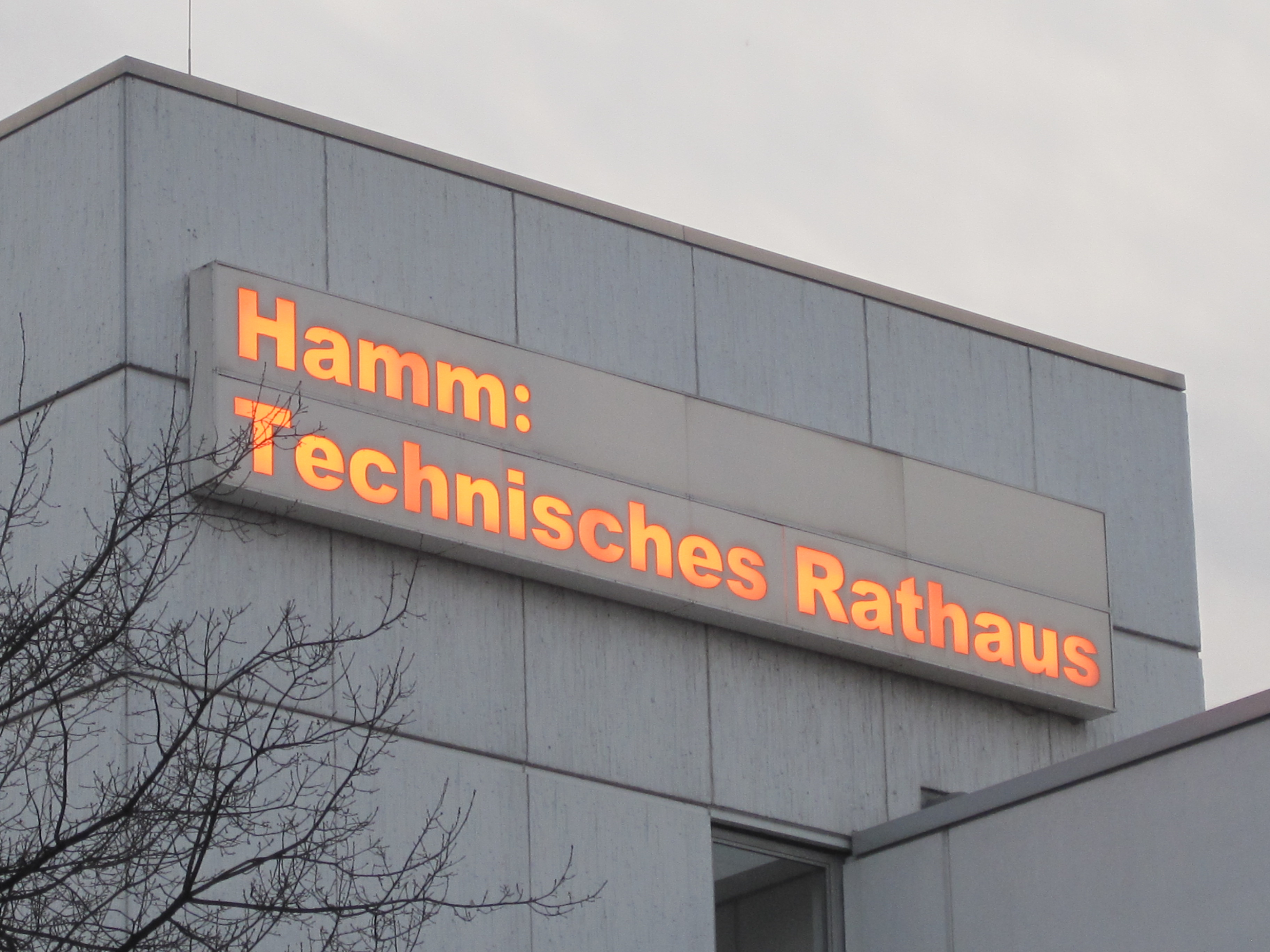
Schriftzug „Hamm: Technisches Rathaus“ an der Fassade des Technischen Rathauses.

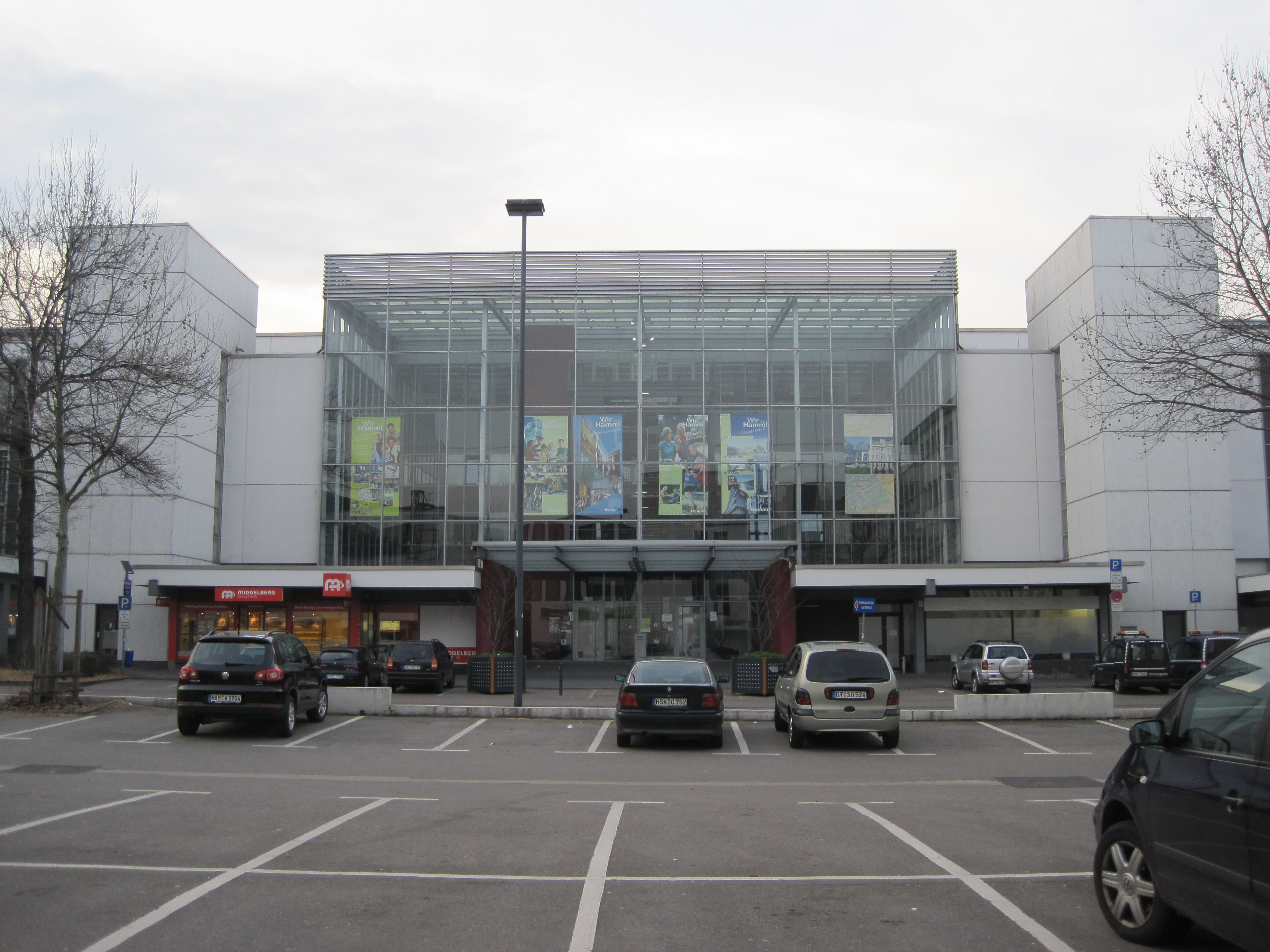
Eingangsbereich des Technischen Rathauses mit Blick vom Kaufhof-Parkplatz.

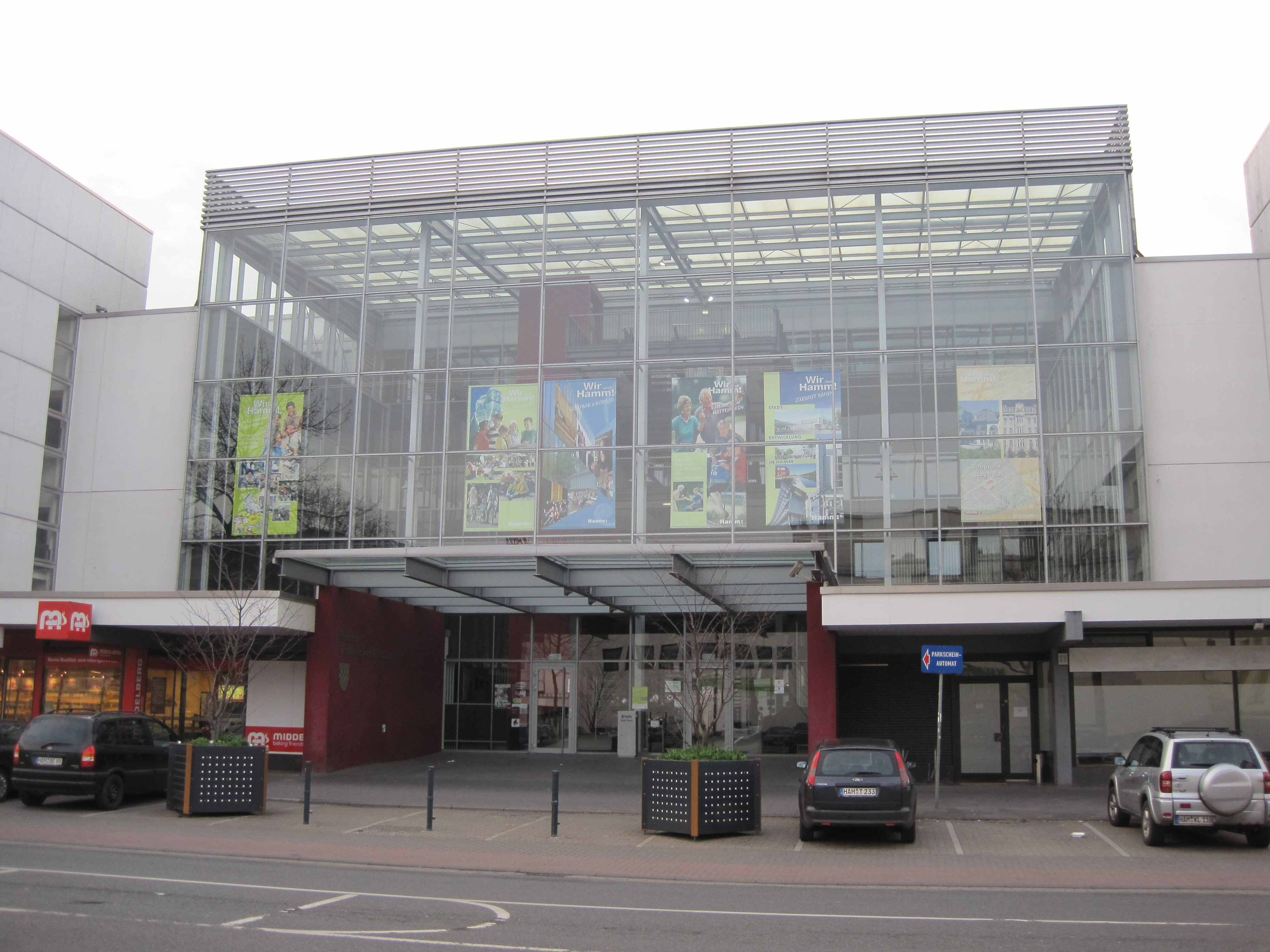
Eingangsbereich des Technischen Rathauses.

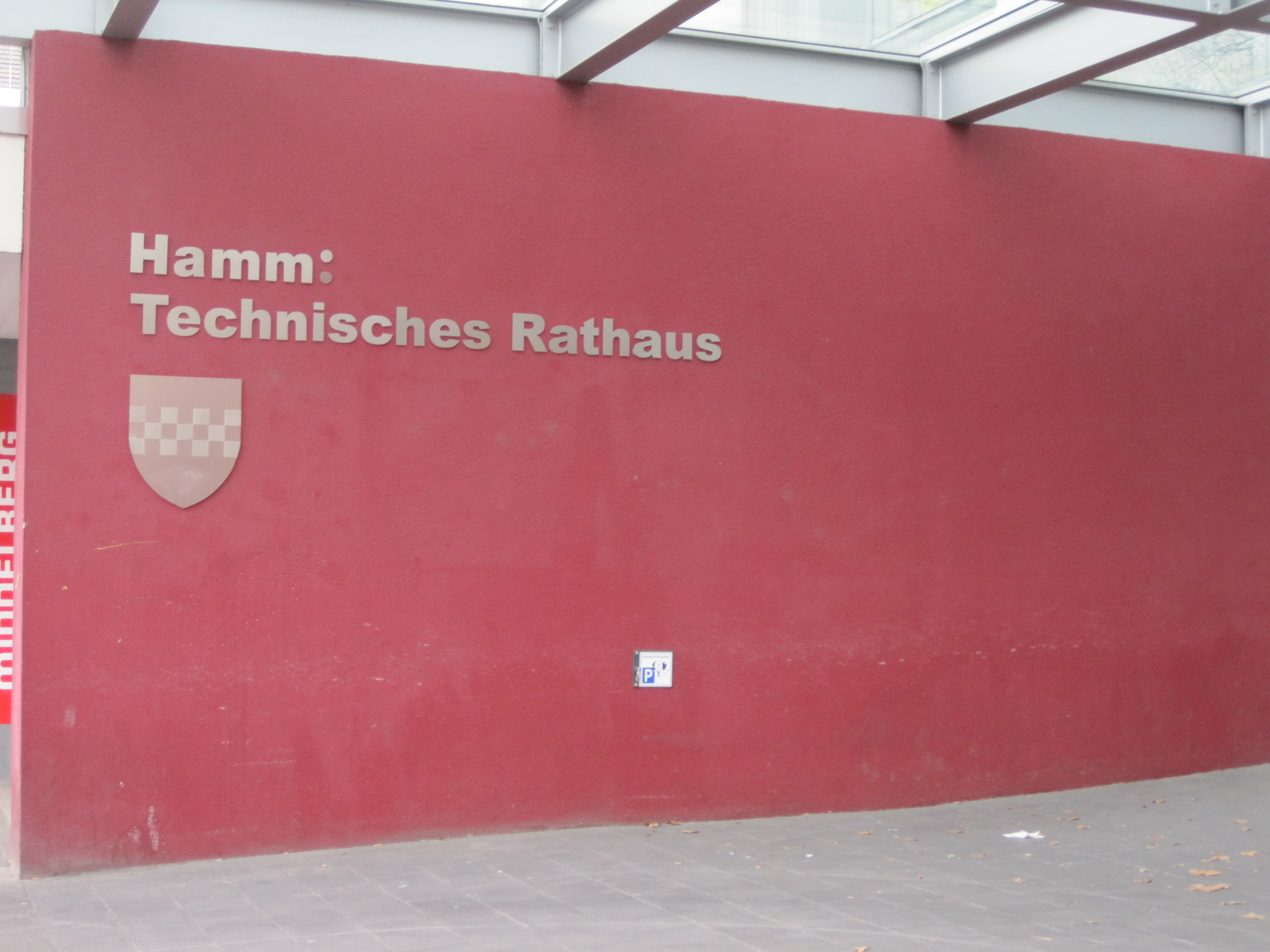
Eingangsbereich des Technischen Rathauses mit Stadtwappen.

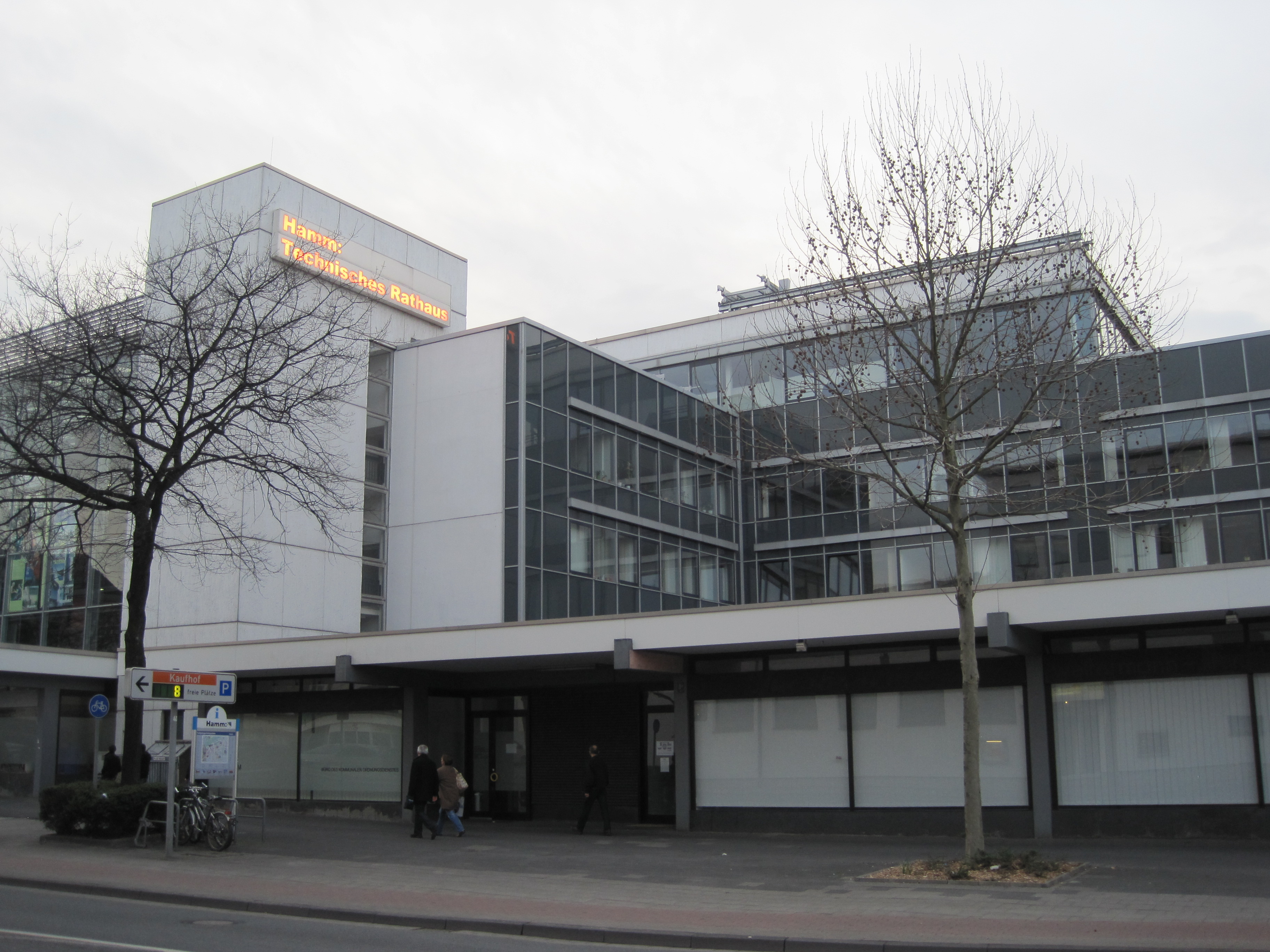
Technisches Rathaus, Blick von rechts.

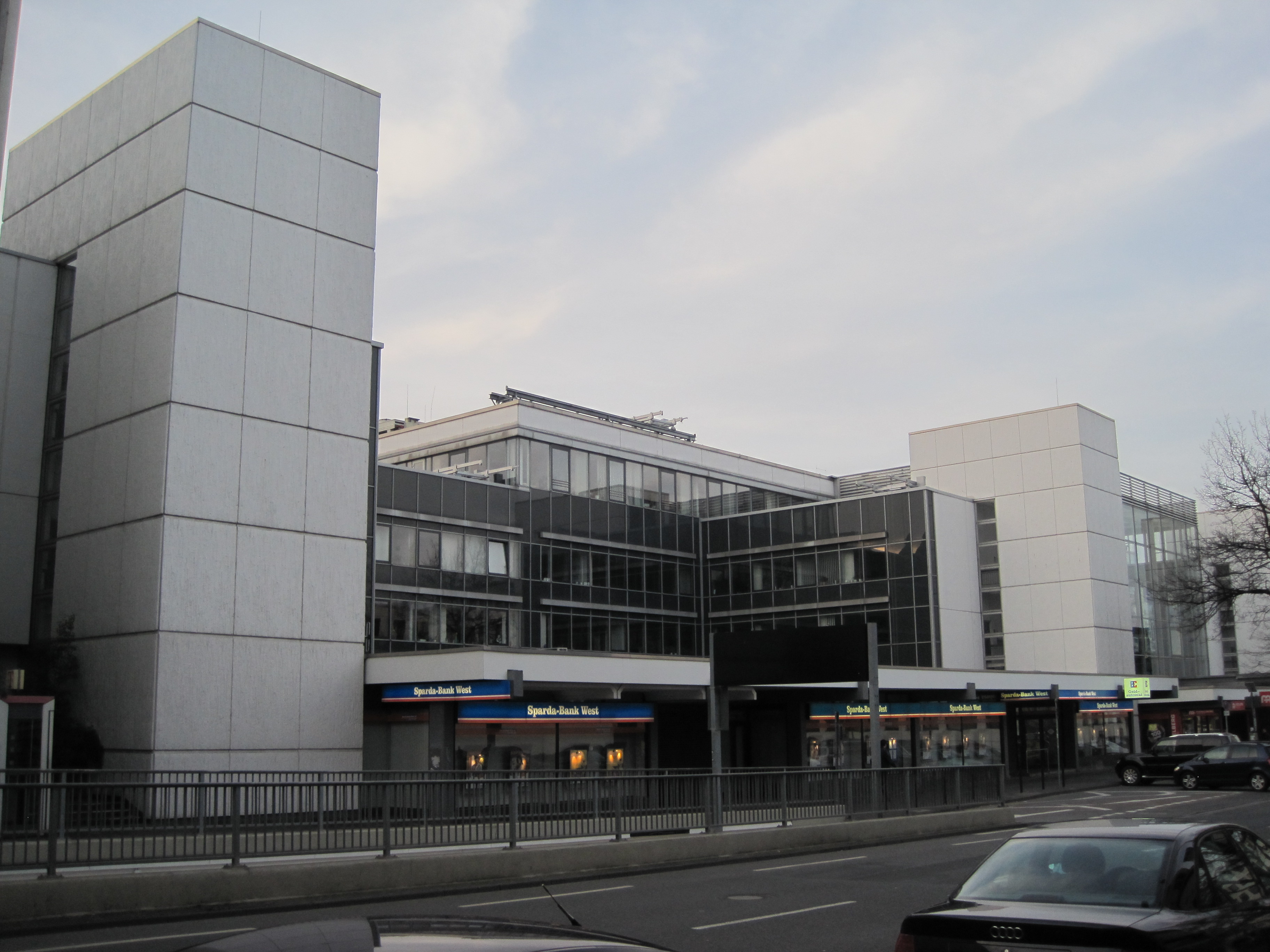
Technisches Rathaus, Blick von links.

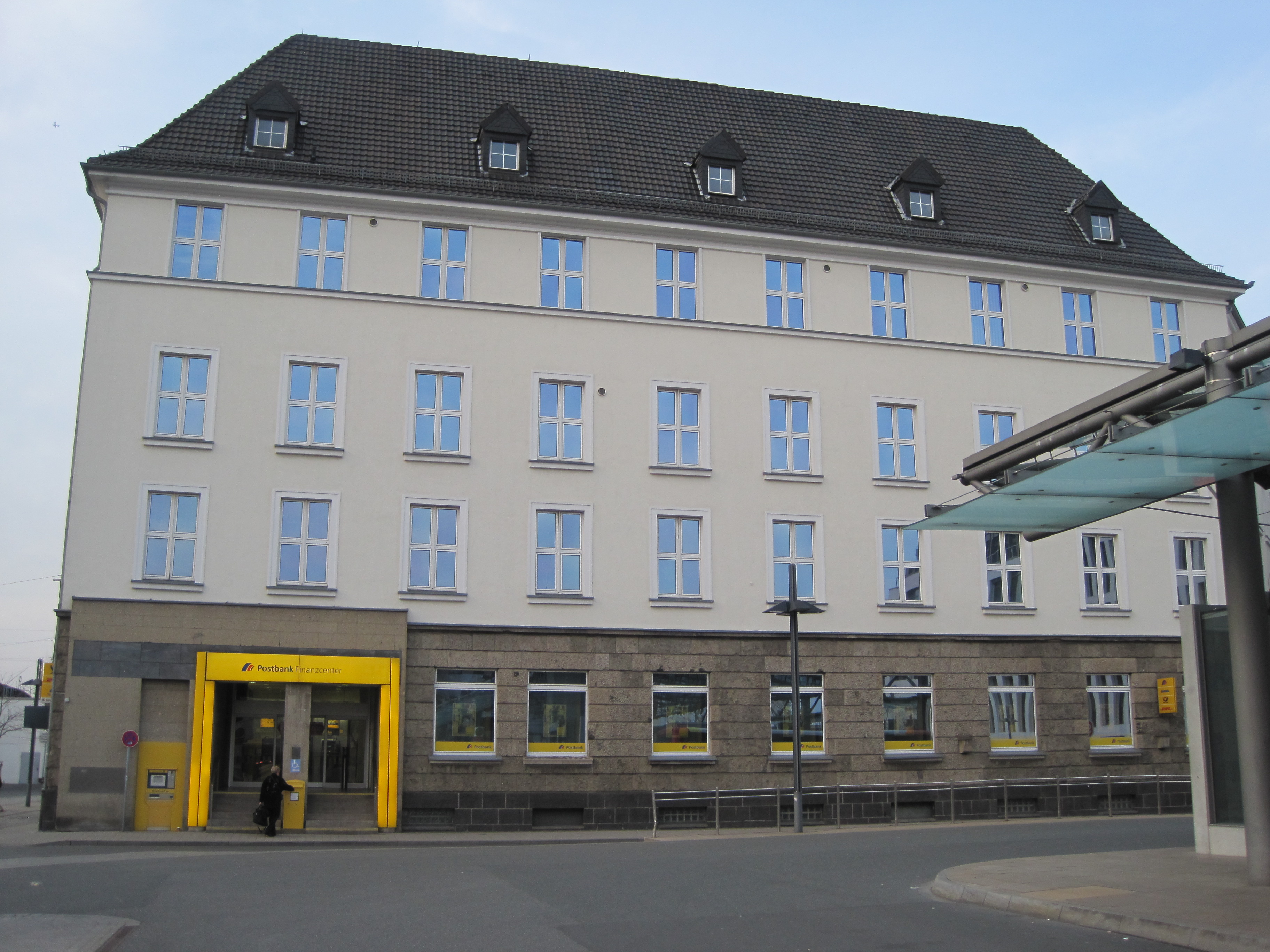
Hauptpost/Postbank neben dem Technischen Rathaus.

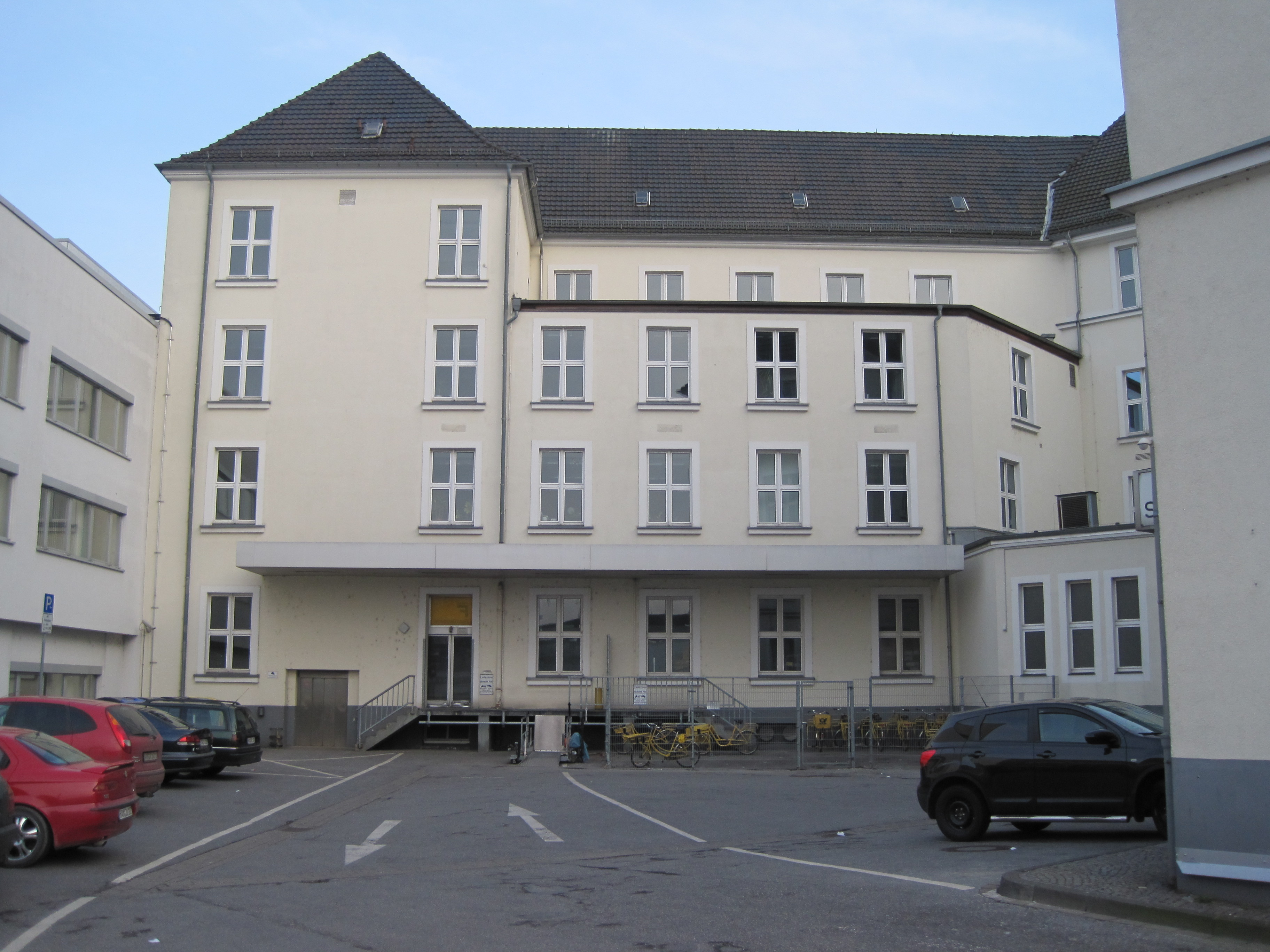
Post-Zustellstützpunkt.

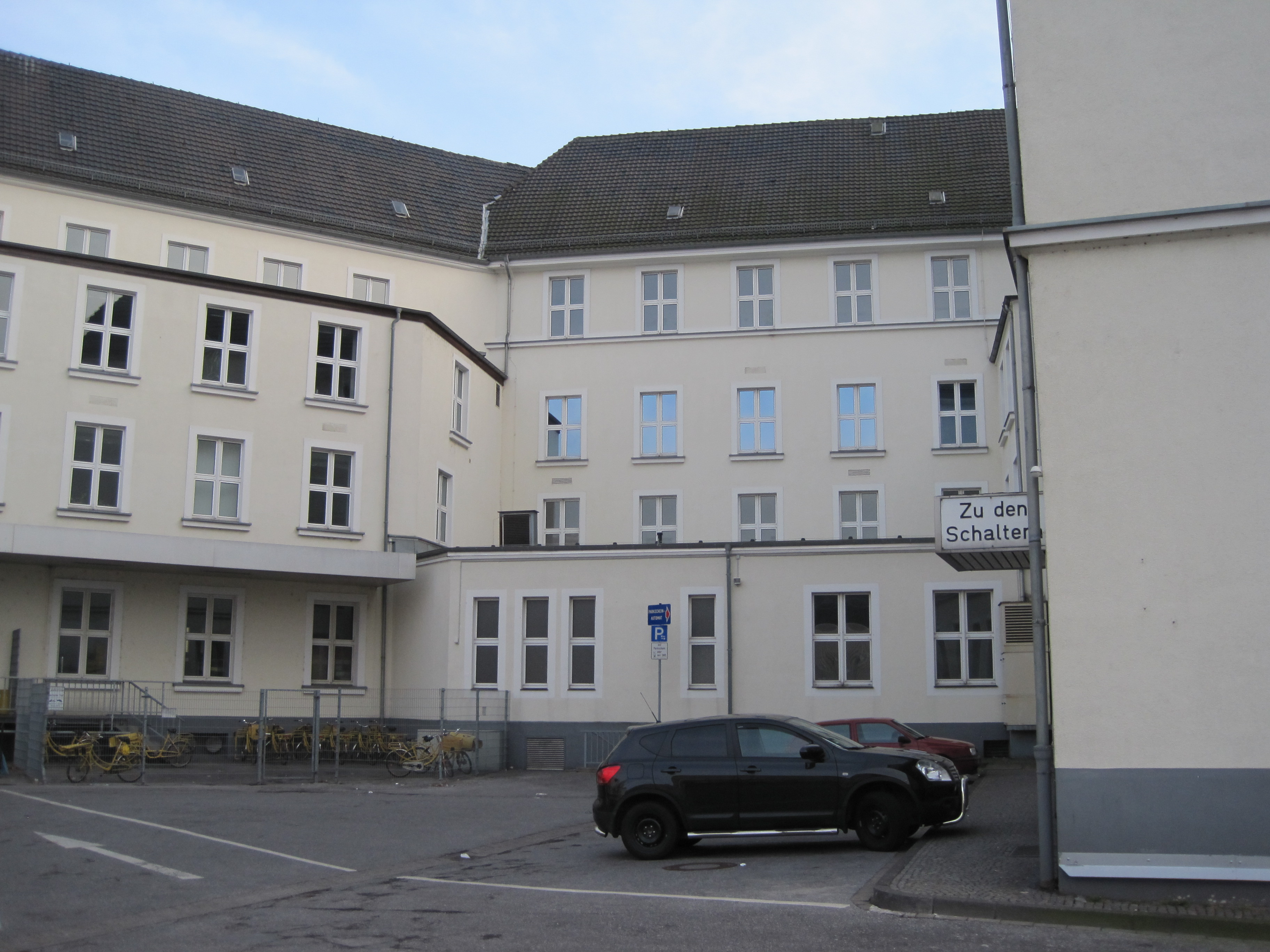
Post-Zustellstützpunkt.

## Bauzustand
Das Technische Rathaus ist ein Gebäudekomplex von 40.800 m² Gesamtfläche. Davon fallen 13.400 m² auf Büro- und Nebenflächen, 12.300 m² auf Werkstätten und Lager, 13.100 m² auf Parkgaragen und 2000 m² auf Läden, Postfiliale und Post-Zustellstützpunkt.
Äußerlich ist der Bau in schlichtem Weiß-Anthrazit und Weiß-Aluminium gehalten. Auffällig ist die in Glas gearbeitete Fassade des Eingangsbereiches, die im Kontrast zu den verbliebenen Treppenhaustürmen steht. Besucher, die das Technische Rathaus durch den Haupteingang betreten, gelangen zunächst in eine Glashalle in der Mitte des Gebäudes. Diese ist der mittlere von insgesamt drei Innenhöfen und dient als gläserne Eingangshalle und Erschließungs-Drehscheibe. Die optische Wirkung wird dabei durch Treppenkonstruktion, Aufzug und Licht erzielt.
Die Büroräume gruppieren sich um die drei Innenhöfe, wobei die beiden äußeren Höfe extensiv begrünt sind. Die verwendeten Materialien, Stahl und Glas, orientieren sich an der Erneuerung des Ensembles Willy-Brandt-Platz und Bahnhof Hamm, wo die gleichen Rohstoffe zum Einsatz gekommen sind.
Die bestehende Konstruktion der PAKUM-Hallen musste so umgeändert werden, dass sie für ein Bürogebäude genutzt werden konnten. Zu diesem Zweck wurden Zwischendecken eingezogen, was bei einer Gesamtdeckenhöhe von sechs Metern zu einer optimalen Raumnutzung führte.
Im Inneren finden sich rote Aufzugsscheiben und gelbterrakottafarbenes Linoleum. Hochbauamt, Vermessungs- und Katasteramt und Postfiliale liegen auf unterschiedlichen Ebenen des Altbaus am Bahnhofsvorplatz. Der öffentliche Raum wird durch die Ladenzeile an der Gustav-Heinemann-Straße ergänzt, die ebenfalls zum Gebäudekomplex des Technischen Rathauses gehört.
In der ehemaligen Gleishalle, die zuvor einen Bahnanschluss für Paket- und Briefzüge hatte, wurden die acht Bahnsteige abgerissen und die Gleise entfernt. Heute sind hier die Fahrzeuge des Baudezernats und der Stadtreinigung abgestellt, was einem Großteil des Städtischen Fuhrparks entspricht. Ein Tunnel verbindet den Hallentrakt mit den Tiefgaragen. Eine weitere Parkebene steht in einem Zwischengeschoss zur Verfügung, das von der Hafenstraße aus über eine doppelspurige Rampe erschlossen wird. Die Parkebenen unterhalb der Großgarage werden für die Dienstfahrzeuge und die Privat-Pkw der Mitarbeiter des Technischen Rathauses genutzt. Hier befinden sich auch die unterschiedlichen Werkstätten.
Zu den Werkstätten zählen die Druckerei der Stadt Hamm, eine Zentralwerkstatt (KfZ und Schlosserei), eine Maler- und Schreiberwerkstatt, außerdem Werkstätten für Pumpenunterhaltung und Verkehrstechnik. Für die Deutsche Post existiert nach wie vor ein Zustellstützpunkt.
Im Hof des „Alten Postamtes“ wurde für die Öffentlichkeit eine Parkpalette für sechsundzwanzig zusätzliche Pkw-Stellplätze errichtet.
Wie Oberbürgermeister Thomas Hunsteger-Petermann zugibt, schafft das Technische Rathaus eine eher nüchterne Arbeitsatmosphäre. Es handele sich nicht um eine „Aktion schöner wohnen“. Angestrebt worden sei vielmehr eine sowohl bürgerfreundliche als auch wirtschaftliche Lösung.

## Nutzung
Im Technischen Rathaus sind folgende Ämter und Institutionen untergebracht:
- Abfallwirtschafts- und Stadtreinigungsbetrieb Hamm (ASH)
- Bauordnungsamt
- Bauplanungsamt
- Bautechnisches Bürgerbüro (Zentrale Anlaufstelle für die Bereiche Stadtplanung, Bauen und Wohnen)
- Bauverwaltungsamt
- Hochbauamt
- Lippeverband-Stadtentwässerung
- Stadtarchiv Hamm
- Stadtplanungsamt
- Tiefbau- und Grünflächenamt
- Vermessungs- und Katasteramt
- Wohnungsförderungsamt (auch: Wohngeld, Wohnungsberatung für Behinderte und Senioren)
- Kommunaler Ordnungsdienst

## Geschichte

### Ratsbeschluss
Nachdem sich für die Stadt Hamm die Möglichkeit eröffnete, das in unmittelbarer Nähe des Bahnhofs und damit sehr zentral gelegene ehemalige Paketumschlagszentrum (PAKUM) der Deutschen Post für städtische Zwecke zu nutzen, erging am 29. Januar 2002 der Ratsbeschluss, die Fläche von bisher 35.000 m² für die Einrichtung eines Technischen Rathauses zu nutzen. Damit wurden die seit 1991 andauernden Planungen zur Optimierung der technischen Bereiche der Stadtverwaltung Hamm zum Abschluss gebracht. Auch konnten die Ergebnisse des zu diesem Zweck erstellten Arbeitergutachtens umgesetzt werden.
Die Stadt verfolgte dabei verschiedene Ziele. Der Bürger war bisher mit der Situation konfrontiert, dass die jetzt im Technischen Rathaus untergebrachten Behörden zuvor über dreizehn verschiedene Standorte verteilt lagen. Diese Form der Dezentralisierung war wenig bürgerfreundlich. Sie sollte unter dem Motto „Alles unter einem Dach“ durch einen kompletten, verkehrstechnisch günstig gelegenen, an zentraler Position angesiedelten Bürger-Service ersetzt werden. Dadurch sollen vor allem Entscheidungen im Bausektor beschleunigt werden. Der Bürger hat nur noch einen einzigen Ansprechpartner, das Bautechnische Bürgerbüro. Wenn Zweifelsfragen auftreten, können die zuständigen Mitarbeiter aus den Fachbehörden zeitnah hinzugezogen werden. Die Baubehörden sind jetzt alle vor Ort angesiedelt, während sie sich vorher an unterschiedlichen Standorten befanden, was bei fachbereichsübergreifenden Fragestellungen die Bearbeitung stark verzögern konnte.
Insgesamt erhoffte man sich eine Verbesserung der Effizienz der Verwaltungsarbeit. Durch die Anpassung dezentraler an zentrale Strukturen sollten Synergien im Verwaltungsbereich erzielt werden, beispielsweise kürzere Betriebsabläufe, schnellere Abstimmungsprozesse und höhere Mitarbeitermotivation durch bessere Arbeitsbedingungen im Vergleich zu den sanierungsbedürftigen Altbauten. Darin erkannte man Einsparpotenzial. So wurden durch die Zusammenlegung der sieben Ämter des Baudezernates 51,5 Planstellen eingespart. Außerdem entfallen jährlich ca. 82.000 Kilometer an Dienstfahrten zwischen den einzelnen Standorten, was 4.200 Arbeitsstunden entspricht. Dem stehen Investitionskosten von 40,4 Millionen Euro bei einer Leasingrate von 2,3 % pro Jahr gegenüber. Insgesamt ergibt sich eine jährliche Einsparmöglichkeit zwischen 600.000 und 1 Million Euro.
Das Technische Rathaus sollte außerdem eine Aufwertung des Bahnhofsumfeldes mit positiven Effekten für die direkt angrenzenden Geschäfte und die gesamte Innenstadt bewirken. In architektonischer Hinsicht wurde die Glasfassade als Verbesserung gegenüber der Beton-Front des früheren PAKUM-Gebäudes empfunden, die das Selbstverständnis der Stadtverwaltung signalisiere: Transparenz. Zudem konnte durch die Nachnutzung des über Jahre leer stehenden Paketumschlagzentrums eine städtebauliche Brache beseitigt werden.
Bedingt durch den Umzug vieler Ämter konnte sich die Stadt Hamm von insgesamt vierzehn eigenen Bürogebäuden, Bauhöfen, Lagerplätzen, Werkstätten und anderen Immobilien trennen, was einer Fläche von 61.362 m² entspricht; allein die Arbeiterbereiche der Verwaltung hatten zuvor 73.000 m² Platz in Anspruch genommen. Die jeweiligen Gebäude liegen in Bockum-Hövel, Heessen, Pelkum, Rhynern und Uentrop und wurden veräußert bzw. sollen veräußert werden. Zu ihnen gehört auch die alte Stadtgärtnerei in Bad Hamm. Als erstes lag ein Verkaufsbeschluss für das Gebäude an der Brüderstraße 39 vor. Erwartet wurden Verkaufserlöse in Höhe von vier Millionen Euro.
Ein weiterer Einspareffekt sollte dadurch erzielt werden, dass Büroräume nicht mehr benötigt werden, die die Stadt bislang angemietet hatte.

### Bau
Am Bau des Technischen Rathauses beteiligt waren die Deutsche Post Bauen GmbH als Bauherr (Bauleitung und Bauplanung), die Deutsche Anlagen-Leasing (DAL) und die Postbank als Leasinggeber sowie die Stadt Hamm als Leasingnehmer. Weitere Partner waren die Köster AG als Generalunternehmer, Die DPImmobilienentwicklung GmbH sowie die DPBauen GmbH.
Die Raumkonzeption erfolgte in enger Abstimmung mit dem Stadtplanungsamt und dem Stadtarchiv. Eine Arbeitsgruppe der Amts- und Institutsleiter, des Abfallwirtschafts- und Stadtreinigungsbetriebes, des Gustav-Lübcke-Museums und des Stadtarchivs unter dem Vorsitz des damaligen Baudezernenten Ralf Möller beschäftigte sich mit der Konzeption, der Bauausführung, den Arbeitsabläufen, der Umzugsplanung und ähnlichen Formalia.
Am 30. September 2002 begannen der Rückbau und die Abbrucharbeiten. Im Mai 2003 konnte dann mit dem Um- und Ausbau begonnen werden.
Am 22. Dezember 2003 wurde das Gebäude an die Stadt Hamm übergeben. An der Schlüsselübergabe waren unter anderem Stadtbaurat Ralf Möller, Franz-Werner Nolte von der DP Bauen, Oberbürgermeister Hunsteger-Petermann und Martin Finck von der Deutsche Anlagen-Leasing beteiligt.
Nach Abschluss der eigentlichen Bauarbeiten erfolgte die aufwändige Installation der Kommunikationstechnologie. Anfang März begannen dann die Umzüge.
Die Eröffnung des Technischen Rathauses erfolgte am 2. April 2004. Am 3. April 2004 fand zwischen 11 und 18 Uhr ein Tag der offenen Tür statt. Dabei wurde der Öffentlichkeit die Leistungsbreite des Technischen Rathauses präsentiert, vom Bautechnischen Bürgeramt (BTBA)über die Werkstätten und Lagerhallen bis zu den einzelnen Ämtern.

### Rechtsstreit
Nach dem Umzug der Städtischen Behörden in das Technische Rathaus begann ein Rechtsstreit zwischen der Stadt Hamm und der Post AG/DHL. Während der Hitzeperiode im Sommer entfaltet das Gebäude eine starke Hitzeentwicklung. Ungeklärt ist, wer dies zu verantworten hat. Erst dann kann entschieden werden, wer für die Beseitigung des Problems und eventuelle Schadensersatzforderungen aufkommen muss. Zu diesem Zweck läuft ein Beweissicherungsverfahren.